# Zwischenfaserbruchkriterium nach Puck
Das Zwischenfaserbruchkriterium nach Puck dient zur Berechnung des Versagens durch Zwischenfaserbruch von unidirektionalen Faser-Kunststoff-Verbunden. Dieses Bruchkriterium ist ein physikalisch fundierter Ansatz, der auf Überlegungen von Christian Otto Mohr und Zvi Hashin beruht.

## Vorbemerkungen

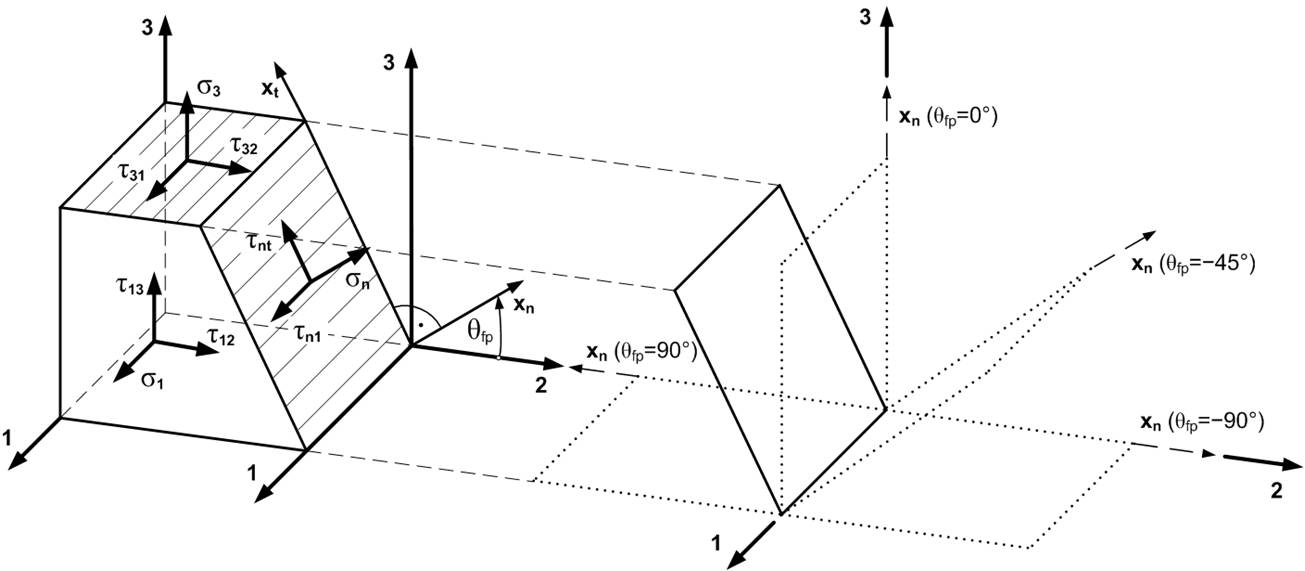
Spannungszustand an einem UD-Element mit Schichtebene. Gezeigt ist die Stellung des - und des -Koordinatensystems. Letzteres ist um den Bruchwinkel gedreht. Mögliche Bruchebenen beim Zwischenfaserbruch liegen zwischen −90° und +90° Bruchwinkel.

Faser-Kunststoff-Verbunde zeigen sowohl bei Faserbruch als auch bei Zwischenfaserbruch ein sprödes Bruchverhalten. Aus diesem Grund sind für Faser-Kunststoff-Verbunde die Festigkeitshypothesen für Stoffe mit Sprödbruch-Charakter, wie die Hypothesen von Coulomb und Mohr, den Fließkriterien für duktile Werkstoffe vorzuziehen.
Dem Zwischenfaserbruchkriterium nach Puck liegt eine makromechanische Betrachtungsweise zugrunde. Zur Beschreibung des Bruchzustands werden die über Faser- und Matrixquerschnitte gemittelten Beanspruchungen der UD-Schicht und die dazugehörigen Festigkeiten benutzt.
Bei allen bisherigen 3D-Bruchkriterien wurden die aus der schichtweisen Spannungsanalyse ermittelten Spannungen auf das feste {\displaystyle (1,2,3)}-Koordinatensystem bezogen. Um jedoch eine physikalisch begründete Bruchbedingung unter Beachtung der Mohrschen Hypothese aufzustellen, war es notwendig ein {\displaystyle (1,x_{n},x_{t})}-Koordinatensystem einzuführen, das um die Faserrichtung (1-Richtung) drehbar ist. Abhängig vom örtlichen Spannungszustand wird das {\displaystyle (1,x_{n},x_{t})}-Koordinatensystem durch eine Rechenoperation so gegenüber dem {\displaystyle (1,2,3)}-Koordinatensystem gedreht, dass die {\displaystyle x_{n}}-Richtung zur Flächennormalen der zu erwartenden Bruchebene wird und damit die {\displaystyle x_{t}}-Richtung zur Flächentangentialen. Die Flächennormale der Bruchebene (englisch fracture plane; fp) wird bei Zwischenfaserbruch im Allgemeinen um einen Winkel −90° < {\displaystyle \theta _{fp}} < +90° gegenüber der Schichtebene geneigt sein; dies ist gerade der Winkel, um den das Koordinatensystem gedreht werden muss.

## Versagensvorhersage
Die Aufgabe eines Bruchkriteriums ist die Bestimmung, ob eine beliebig aufgebrachte Last (Spannungszustand) an einer UD-Schicht zu einem Bruch führt oder nicht. Unter Bruch wird in diesem Zusammenhang die Werkstofftrennung durch Spannungseinwirkung verstanden. Die physikalischen Annahmen über die Bruch verursachenden Zustände können über die Bruchhypothese beschrieben werden. Die mathematische Formulierung für diejenigen Spannungs- und Verformungszustände, bei denen ein Bruch stattfindet, nennt man Bruchbedingung.
Der experimentelle Nachweis, wann es bei einer UD-Schicht aufgrund eines definierten Spannungsstandes zu einer Werkstofftrennung (Bruch) kommt, kann durch geeignete Prüfverfahren erfolgen, z. B. durch Zug-Druck-Torsion-Prüfung. Anhand dieser Prüfverfahren können die richtungsabhängigen Basis-Festigkeiten einer UD-Schicht ermittelt werden:
- Längs-Zugfestigkeit {\displaystyle R_{\parallel }^{(+)}}
- Längs-Druckfestigkeit {\displaystyle R_{\parallel }^{(-)}}
- Quer-Längs-Schubfestigkeit {\displaystyle R_{\perp \parallel }}
- Quer-Zugfestigkeit {\displaystyle R_{\perp }^{(+)}}
- Quer-Druckfestigkeit {\displaystyle R_{\perp }^{(-)}}.

## Wirkebenen-bezogenes Bruchkriterium
Die Wirkebene ist eine Schnittebene, in der eine einzeln wirkende Beanspruchung in einem Werkstoffelement maximal wird. Erwartungsgemäß müsste in dieser Ebene der Bruch erfolgen.
Von einem unter Druck belasteten Beton-Probekörper ist jedoch bekannt, dass er nicht normal zur Druckbelastung – also nicht in der Wirkebene des Drucks – versagt, sondern unter einem schrägen Schnitt abgleitet. Beim Versagen der UD-Schicht durch Zwischenfaserbruch zeigt sich Ähnliches: bei einer unter Quer-Druck beanspruchten UD-Schicht fällt die Bruchebene nicht mit der Wirkebene der Beanspruchung zusammen. Es handelt sich also nicht um Druck-, sondern um Schubversagen.

Aufgrund dieser Tatsache führte Puck einen neuen Begriff ein, den Bruchwiderstand der Wirkebene:
"Der Bruchwiderstand einer Wirkebene ist derjenige Widerstand, den eine Schnittebene ihrem Bruch infolge einer einzelnen in ihr wirkenden Beanspruchung entgegensetzt."
Um eine Verwechselung mit den o. g. Festigkeiten {\displaystyle R} zu vermeiden, wird der Bruchwiderstand {\displaystyle R^{(A)}} zusätzlich mit einem hochgestellten A versehen (A = action plane = Wirkebene).

## Ebenes Zwischenfaserbruchkriterium
Bei dünnwandigen Strukturen kann ein ebener Spannungszustand angenommen, weshalb bzgl. Zwischenfaserbruch nur die Spannungenen in dieser Ebene bewertet werden.

## Dreidimensionales Zwischenfaserbruchkriterium
Mit diesem Kriterium werden alle 5 Spannungen bewertet, die einen Beitrag zum Zwischenfaserbruch leisten (vgl. die o. g. Basis-Festigkeiten).